# César de Bourbon, duc de Vendôme

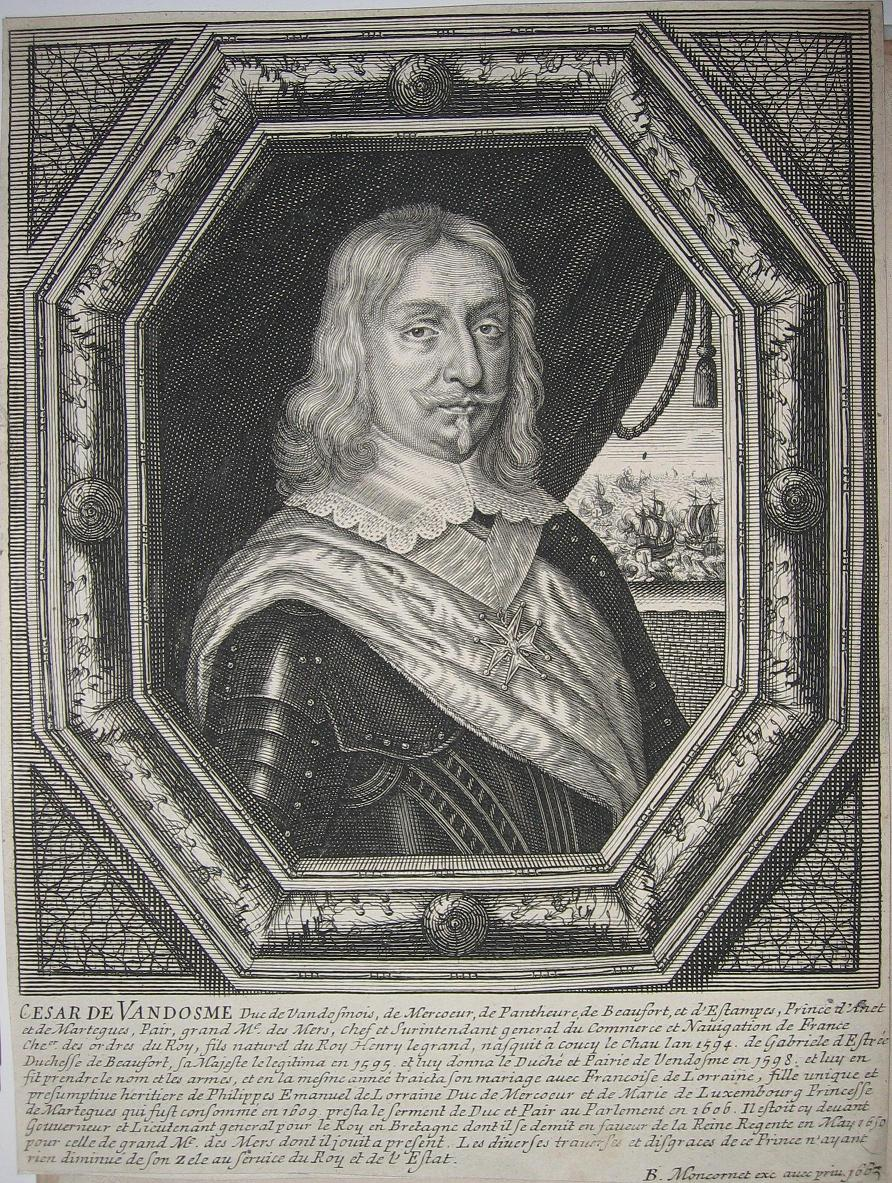
César de Vendôme, Stich von Balthasar Moncornet (1663)

César de Bourbon (* 3. Juni 1594 auf der Burg Coucy, Picardie; † 22. Oktober 1665 in Paris), seit 1598 Herzog von Vendôme, war ein unehelicher Sohn Heinrichs IV. von Frankreich und der Gabrielle d’Estrées. Er war außerdem Herzog von Beaufort, Mercœur, Penthièvre und Etampes. Von ihm stammt das Haus Bourbon-Vendôme ab.

## Leben
César de Vendôme wurde im Jahr 1595 legitimiert und drei Jahre später zum Herzog von Vendôme ernannt. Er verbrachte einen Großteil seines Lebens mit Intrigen, vor allem gegen Maria von Medici, dann gegen seinen Halbbruder Ludwig XIII. Da er in die Verschwörung des Grafen von Chalais, Henri de Talleyrand-Périgords (1599–1626), gegen Richelieu verwickelt war, wurde er im Jahr 1626 mit seinem Bruder Alexandre in Amboise eingesperrt, jedoch vier Jahre später freigelassen und ins Exil in die Niederlande geschickt. Im Jahr 1632 kehrte er zurück und nahm – gemeinsam mit seinem zweiten Sohn – an der Cabale des Importants teil. Erneut verbannt, diesmal nach England, blieb er bis 1642 im Ausland. Erst die Heirat seines Sohnes Louis, des Herzogs von Mercœur, mit Laura Mancini, der Nichte des Kardinals Jules Mazarin, brachte sein Leben in ruhigere Bahnen. Ab jetzt und die ganze Zeit der Fronde durch stand er treu Anna von Österreich, der Witwe Ludwigs XIII., zur Seite. Er wurde im Jahr 1650 zum Grand-maître de la navigation ernannt.

## Familie und Nachkommen
César de Vendôme heiratete am 16. Juli 1608 in Fontainebleau die reichste Erbin des Landes, Françoise de Lorraine, Tochter Philippe-Emmanuels de Lorraine, und Nichte der Königin Louise de Lorraine-Vaudémont, der Witwe König Heinrichs III.
Das Ehepaar hatte drei Kinder:
1. Louis I. (* 1612; † 1669), Herzog von Mercœur, später Herzog von Vendôme, ⚭ Laura Mancini
2. François (* 1616; † 1669), Herzog von Beaufort, genannt le Roi des Halles
3. Élisabeth (* 1614; † 1664), ⚭ Karl Amadeus von Savoyen, Herzog von Nemours, aus dieser Verbindung stammen Viktor Amadeus II. und Ludwig XV. (über dessen Mutter) ab.